# Grän
Grän ist eine Gemeinde mit 639 Einwohnern (Stand 1. Jänner 2025) im Bezirk Reutte in Tirol (Österreich). Die Gemeinde liegt im Gerichtsbezirk Reutte.

## Geographie
Grän ist die höchstgelegene Gemeinde im Tannheimer Tal, einem Hochtal an der Grenze zu Bayern. Sie liegt an der Einmündung des Engetals, welches eine Verbindung zum süddeutschen Raum (Pfronten) darstellt. Das nicht besiedelte Strindenbachtal im Süden zählt auch zum Gemeindegebiet.
Das Gebirge zählt zu den Tannheimer Bergen.
Die Gemeinde hat eine Fläche von 21 Quadratkilometer. Davon sind 56 Prozent bewaldet, 16 Prozent werden landwirtschaftlich genutzt und 14 Prozent sind Alpen.

### Gemeindegliederung
Das Gemeindegebiet umfasst folgende vier Ortschaften (Einwohner Stand 1. Jänner 2025):
- Enge (24)
- Grän (390)
- Haldensee (174)
- Lumberg (51)

| Katastralgemeinden | Ortschaften in der Gemeinde                 |
| ------------------ | ------------------------------------------- |
| Grän (20,92 km²)   | Enge (R) Grän (D) Haldensee (D) Lumberg (R) |
| Legende            |                                             |

| In der Spalte Katastralgemeinden sind sämtliche Katastralgemeinden einer Gemeinde angeführt. In der Klammer ist die jeweilige Fläche in km² angegeben. |
| In der Spalte Ortschaften sind sämtliche von der Statistik Austria erfassten Siedlungen, die auch eine eigene Ortschaftskennziffer aufweisen, angeführt. In der Hierarchieebene derselben Spalte, rechts eingerückt, werden nur Ansiedlungen, die mindestens aus mehreren Häusern bestehen, dargestellt. Die wichtigsten der verwendeten Abkürzungen sind: - M = Hauptort der Gemeinde - Stt = Stadtteil - R = Rotte - W = Weiler - D = Dorf - ZH = Zerstreute Häuser - Sdlg = Siedlung - Hgr = Häusergruppe - E = Einzelgehöft (nur wenn sie eine eigene Ortschaftskennziffer haben) Die komplette Liste der Statistik Austria ist in: Topographische Siedlungskennzeichnung nach STAT Zu beachten ist, dass manche Orte unterschiedliche Schreibweisen haben können. So können sich Katastralgemeinden anders schreiben als gleichnamige Ortschaften bzw. Gemeinden. Quelle: Statistik Austria – Liste für Tirol (PDF) |

### Nachbargemeinden
|          | Pfronten                                    | Vils         |
|          | Kompassrose, die auf Nachbargemeinden zeigt | Musau        |
| Tannheim |                                             | Nesselwängle |

## Geschichte
Grän wurde 1427 erstmals urkundlich als „Grun“ erwähnt.
1459 wurde es in einem Vergleich zwischen Füssen und „denen von Grüen“ erwähnt. Eine eigene Gemeinde wurde Grän 1833, davor gehörte sie zur Anwaltschaft Tannheim. Urkundliche Erwähnung fand sie erstmals 1559 mit der Wendelinkapelle, die 1789 zur Kirche weiter ausgebaut wurde.
Kurz vor dem Ende des Zweiten Weltkriegs richtete Gauleiter und Reichsstatthalter Franz Hofer, zugleich Reichsverteidigungskommissar im Reichsgau Tirol-Vorarlberg und Oberster Kommissar der Operationszone Alpenvorland, Durchhalteparolen an die Bevölkerung. Am Abend des 28. April überschritt die I-Kompanie des 114. US-Infanterie-Regiments bei Pfronten-Steinach die Tiroler und
österreichische Grenze.
Ein fanatischer Ortsgruppenleiter, Soldaten und versprengte SS-Mitglieder forderten trotzdem Widerstand. US-Truppen beschossen Grän mit Artillerie; 15 von insgesamt 45 Häusern brannten aus und 24 Menschen starben.

### Bevölkerungsentwicklung
| Grän: Einwohnerzahlen von 1869 bis 2024             | Grän: Einwohnerzahlen von 1869 bis 2024 | Grän: Einwohnerzahlen von 1869 bis 2024 | Grän: Einwohnerzahlen von 1869 bis 2024 | Grän: Einwohnerzahlen von 1869 bis 2024 |
| --------------------------------------------------- | --------------------------------------- | --------------------------------------- | --------------------------------------- | --------------------------------------- |
| Jahr                                                |                                         |                                         |                                         | Einwohner                               |
| 1869                                                | 1869                                    |                                         | 354                                     | 354                                     |
| 1880                                                | 1880                                    |                                         | 375                                     | 375                                     |
| 1890                                                | 1890                                    |                                         | 375                                     | 375                                     |
| 1900                                                | 1900                                    |                                         | 354                                     | 354                                     |
| 1910                                                | 1910                                    |                                         | 301                                     | 301                                     |
| 1923                                                | 1923                                    |                                         | 312                                     | 312                                     |
| 1934                                                | 1934                                    |                                         | 301                                     | 301                                     |
| 1939                                                | 1939                                    |                                         | 287                                     | 287                                     |
| 1951                                                | 1951                                    |                                         | 343                                     | 343                                     |
| 1961                                                | 1961                                    |                                         | 350                                     | 350                                     |
| 1971                                                | 1971                                    |                                         | 425                                     | 425                                     |
| 1981                                                | 1981                                    |                                         | 484                                     | 484                                     |
| 1991                                                | 1991                                    |                                         | 483                                     | 483                                     |
| 2001                                                | 2001                                    |                                         | 597                                     | 597                                     |
| 2011                                                | 2011                                    |                                         | 570                                     | 570                                     |
| 2021                                                | 2021                                    |                                         | 596                                     | 596                                     |
| 2024                                                | 2024                                    |                                         | 612                                     | 612                                     |
| Quelle(n): Statistik Austria, Gebietsstand 1.1.2021 |                                         |                                         |                                         |                                         |

## Kultur und Sehenswürdigkeiten

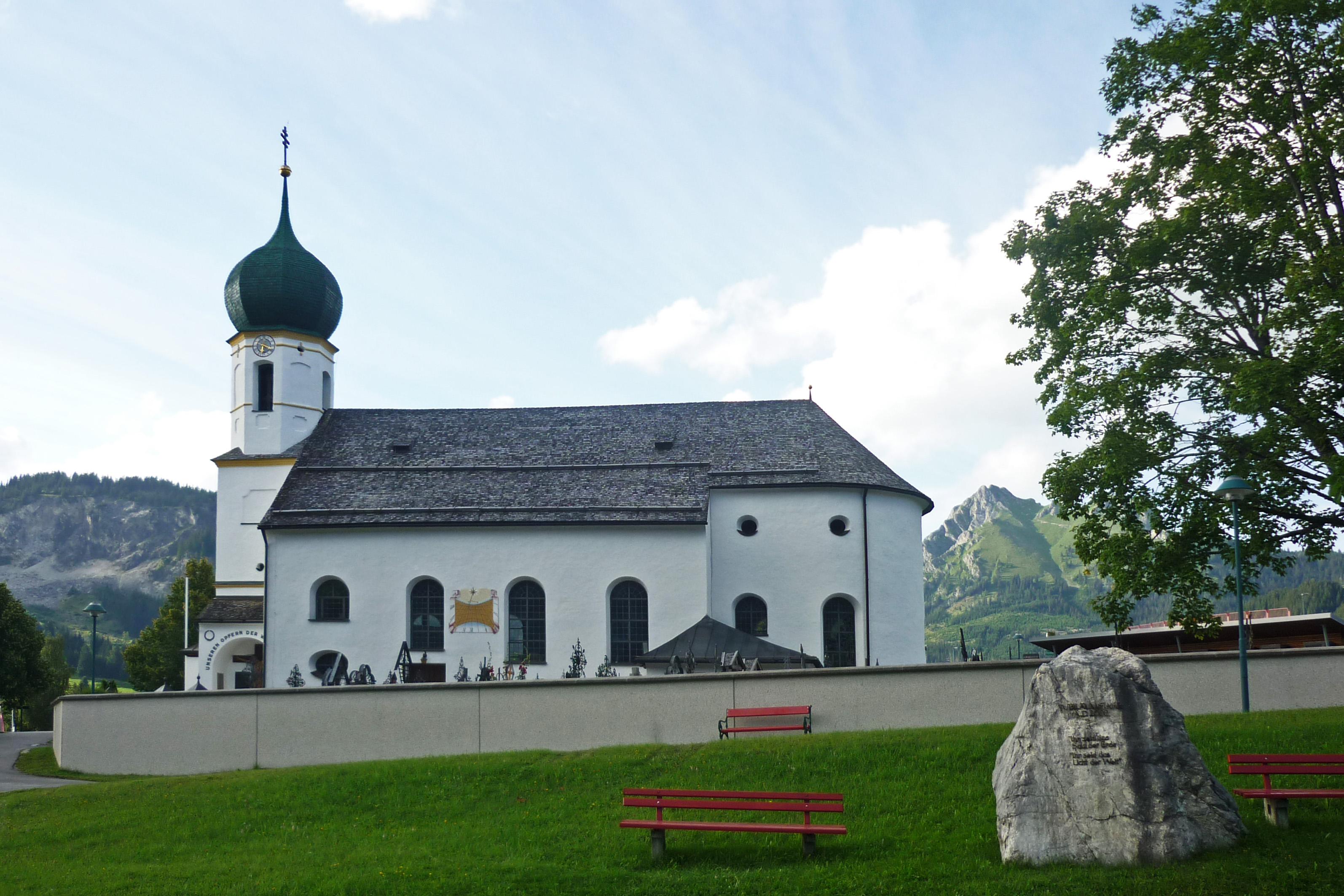
Pfarrkirche hl. Wendelin.

Die Kirche zum heiligen Wendelin wurde 1789 unter Michael Zobl erbaut, nachdem früher schon eine Kapelle bestanden hat.

### Vereine
- Bergrettung Nesselwängle-Grän
- Bergwacht Grän-Haldensee
- Freiwillige Feuerwehr Grän
- Landjugend Grän
- Musikkapelle Grän
- Schützengilde Grän-Haldensee
- Seniorenbund Grän-Haldensee
- Veteranen- und Reservistenverein Grän[6]

## Wirtschaft und Infrastruktur

### Wirtschaftssektoren
Von den 26 landwirtschaftlichen Betrieben des Jahres 2010 wurden drei im Haupt- fünfzehn im Nebenerwerb, eine von einer Personengemeinschaft und sieben von juristischen Personen geführt. Diese sieben bewirtschafteten 89 Prozent der Flächen. Im Produktionssektor arbeiteten 31 Erwerbstätige im Baugewerbe. Die wichtigsten Arbeitgeber im Dienstleistungssektor waren die Bereiche Beherbergung und Gastronomie (297), Handel (42) und soziale und öffentliche Dienste (37 Mitarbeiter).
| Wirtschaftssektor            | Anzahl Betriebe | Anzahl Betriebe | Erwerbstätige | Erwerbstätige |
| Wirtschaftssektor            | 2011            | 2001            | 2011          | 2001          |
| ---------------------------- | --------------- | --------------- | ------------- | ------------- |
| Land- und Forstwirtschaft 1) | 26              | 36              | 13            | 11            |
| Produktion                   | 8               | 7               | 37            | 30            |
| Dienstleistung               | 79              | 53              | 413           | 375           |

1) Betriebe mit Fläche in den Jahren 2010 und 1999

### Arbeitsmarkt, Pendeln
Grän ist eine Einpendlergemeinde. Im Jahr 2011 lebten 301 Erwerbstätige in Grän. Davon arbeiteten 199 in der Gemeinde, 102 pendelten zur Arbeit aus und 264 Menschen aus der Umgebungen kamen zur Arbeit nach Grän.

### Tourismus

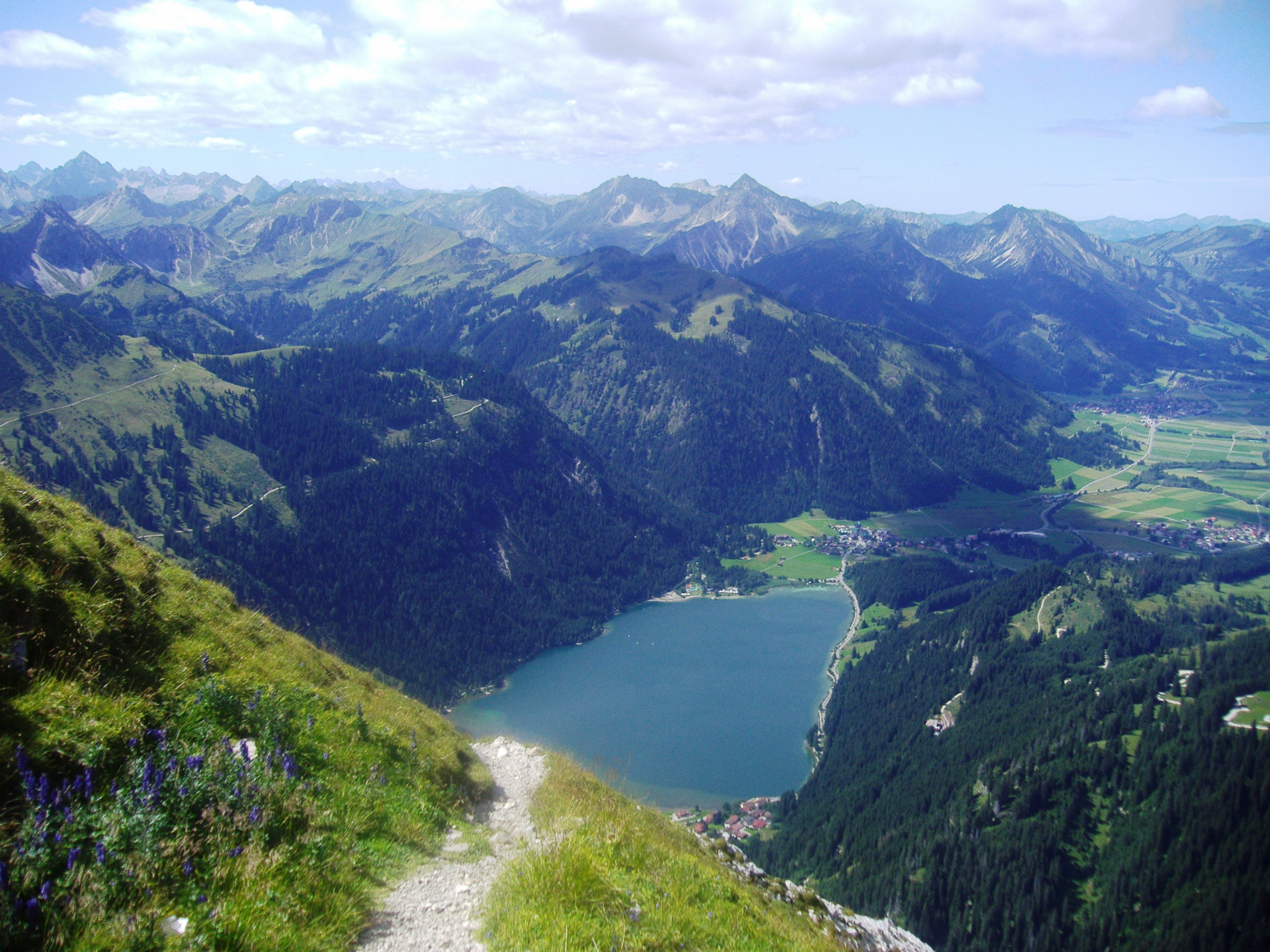
Blick von der Roten Flüh auf Grän und den Haldensee

Der Ort ist eine typische Tourismusgemeinde mit dem Skigebiet Füssener Jöchle und dem Weiler Haldensee am gleichnamigen See. Grän bietet die Freizeitmöglichkeiten Wandern, Radfahren, Nordic Walken, Schwimmen, Klettern, Skifahren und Langlaufen. Das Skigebiet am Füssener Jöchle mit fünf Pisten wird über die Lifte der Gondelbahn Füssener Jöchle erschlossen. Eine Schaukäserei in Haldensee führt die traditionelle Käseerzeugung mit modernen Mitteln vor.
Grän liegt an der Himmelsstürmer-Route der Wandertrilogie Allgäu.
Die Anzahl der Übernachtungen stieg von 392.000 im Jahr 2010 auf 438.000 im Jahr 2019. Die Sommersaison ist etwas stärker als die Wintersaison.

### Verkehr
- Öffentlicher Verkehr: Es verkehrt regelmäßig ein VVT Bus 120 der Österreichischen Postbus AG zwischen Reutte und Oberjoch. Im Winter fährt der Dorfbus 122 durch Grän.[12]
- Straße: Von der B199 Tannheimer Straße zweigt sich die L261 Gräner Straße ab, welche bis zur Staatsgrenze führt.

## Politik
Die Gemeinde ist Mitglied im Klimabündnis Tirol.

### Gemeinderat
Der Gemeinderat besteht aus elf Mandataren. Bei den Wahlen 2010, 2016 und 2022 trat nur die Gemeinschaftsliste Grän zur Wahl an.

### Bürgermeister
Bürgermeister von Grän ist Martin Schädle.

### Wappen
Blasonierung: In Schwarz eine silberne springende Gemse über einem roten Baumstrunk. Die Farben der Gemeindefahne sind Weiß-Rot.
Das 1981 verliehene Gemeindewappen symbolisiert mit dem Baumstrunk den Ortsnamen, der auf das mittelhochdeutsche Ausgangswort gerüne (‚Windwurf‘, ‚umgestürzte Bäume‘) zurückgeht. Die Gämse erinnert an das einstige Recht der Bewohner, Gämsen jagen zu dürfen, was normalerweise dem Adel vorbehalten war.

## Persönlichkeiten

### Ehrenbürger der Gemeinde
- 1948: Josef Muigg (1894–1976), Politiker (ÖVP)[20]
- 1948: Alfons Weißgatterer (1898–1951), Politiker (ÖVP), Landeshauptmann von Tirol 1945–1951[21]

### Söhne und Töchter der Gemeinde
- Andreas Hafenegger (1666–1745), Architekt und Baumeister
- Thomas Haffenecker (1669–1730), Baumeister
- Helmut Schreck (* 1941), Politiker (CSU)